# Oberrohrdorf
Oberrohrdorf (toponimo tedesco) è un comune svizzero di 4 124 abitanti del Canton Argovia, nel distretto di Baden.

## Storia
Il comune di Oberrohrdorf nel 1805 era stato soppresso e accorpato agli altri comuni soppressi di Busslingen, Niederrohrdorf, Remetschwil e Staretschwil per formare il nuovo comune di Rohrdorf, che fu disciolto nel 1854 con il ripristino dei comuni di Niederrohrdorf, Oberrohrdorf e Remetschwil (Busslingen rimase aggregato a Remetschwil, Staretschwil a Oberrohrdorf).

## Monumenti e luoghi d'interesse

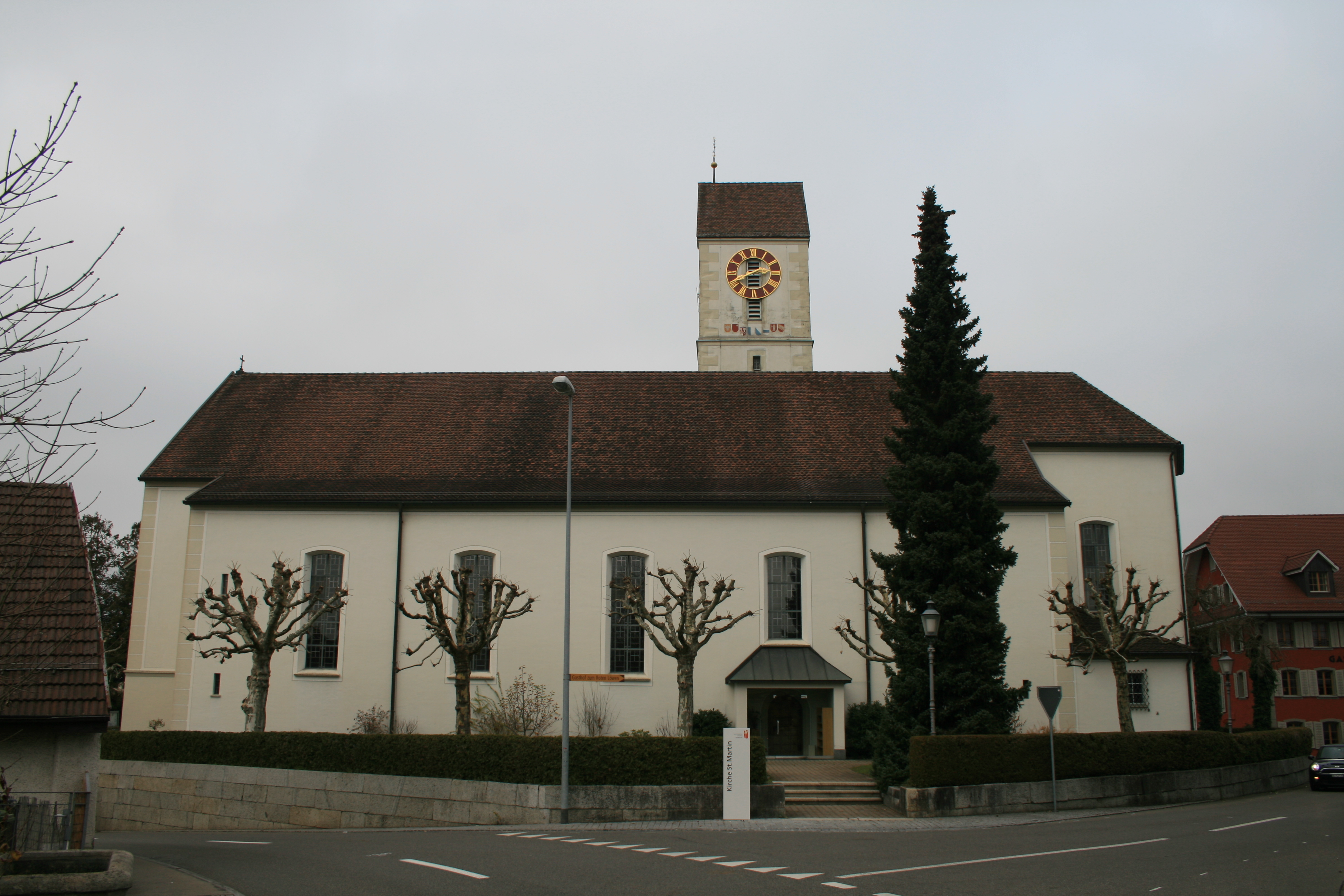
La chiesa cattolica di San Martino

- Chiesa cattolica di San Martino, eretta nell'XI secolo e ricostruita nel 1642 e nel 1940[1].

## Società

### Evoluzione demografica
L'evoluzione demografica è riportata nella seguente tabella:
Abitanti censiti

## Amministrazione
Ogni famiglia originaria del luogo fa parte del cosiddetto comune patriziale e ha la responsabilità della manutenzione di ogni bene ricadente all'interno dei confini del comune.